# 蘇繼歐
蘇繼歐（1575年—1627年），字文默，號抑堂，河南開封府許州人，軍籍，明朝政治人物。

## 生平
貌魁梧，文名知天下。万历三十一年（1603年）癸卯科河南乡试第二名举人，四十七年（1619年）己未科進士，初任元氏县知县，四十三年順天府同考，四十四年調真定县，四十八年復除柏乡县，天啓元年升吏部稽勋司主事，历任吏部考功司郎中，时逆珰魏忠贤窃权，朝臣多附焰灼，继欧抗节不阿，辞归里居。时有都宪杨涟上忠贤二十四罪，坐贬于家，寻拘于京，先闻有禁与涟交接者死，槛车过许，继欧愤为之饭，涟食叹曰：我生平知交，今日仅见一苏郎中耶！其党大嫉之，矫传褫草，仍扬言械逮，逼继欧投缳而死。魏党败，崔案招铨郎，乍嚇惊投梁上之缳，謂继欧也。后朝绅颂冤，上悯其忠，赐葬，为文祭之，略云：“皎苍缁以归水镜，凛冰蘖而励素风，罹奸谀之毒螯，遭阉寺之凶锋。魄游箕尾之上，气沛江河之中”。崇禎元年贈太常寺卿，入祀乡贤祠。

## 家族
曾祖蘇昂。祖父蘇崇業，寿官。父蘇玭，贈吏部郎中。
弟蘇繼陸、蘇繼周，禮部儒官。蘇繼周子蘇銓，龍泉縣知縣。